# Tim Kasser
Pour les articles homonymes, voir Kasser.
Tim Kasser (né le 1er août 1966) est un psychologue américain connu pour ses travaux sur le matérialisme et le bonheur.
Après avoir obtenu son diplôme en psychologie (Ph.D. in Psychology) de l'université de Rochester en 1994, il entre comme professeur au Knox College à Galesburg dans l'Illinois.
Il est l'auteur de nombreux articles scientifiques et livres sur, entre autres, le matérialisme et les valeurs. Son premier livre, The High Price of Materialism, fut publié en 2002. Son second, coédité avec Allen D. Kanner, Psychology and Consumer Culture, fut publié en 2004. Il participe également comme éditeur associé (Associate Editor) au Journal of Personality and Social Psychology, dans la section Personality Processes and Individual Differences.